# Cérémonie d'ouverture
Pour un article plus général, voir Spectacle de masse.

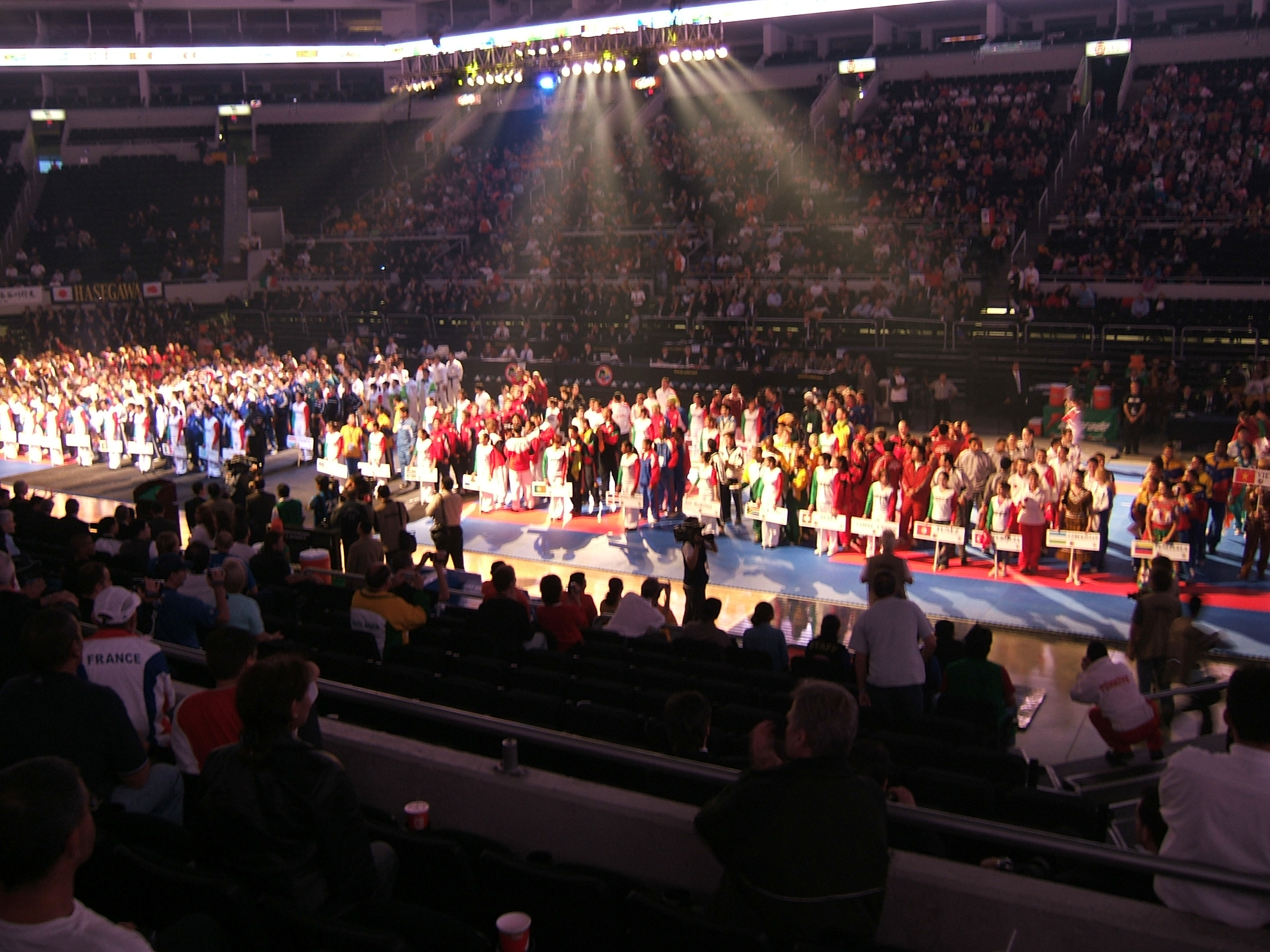
Cérémonie d'ouverture des championnats du monde de karaté 2004 à Mexico, au Mexique.

Une cérémonie d'ouverture est une cérémonie généralement festive qui sert à déclarer officiellement ouverts de grands événements, notamment les compétitions sportives internationales comme les Jeux olympiques ou la Coupe du monde de football. Véritable spectacle mettant en scène la culture du pays hôte, elle permet de concentrer un instant l'attention des participants et du public sur la dimension globale de l'événement avant que celui-ci ne se décompose en plusieurs petits sous-ensembles.